# Ulič
Ulič (maďarsky Utcás, rusínsky Уліч) je obec na Slovensku v okrese Snina. Žije zde 808 obyvatel.

## Poloha
Obec se nachází dva kilometry od státní hranice s Ukrajinou a šestnáct kilometrů od Polska.
Leží v údolí na soutoku Uličky a Zbojského potoka v pohoří Poloniny, na území stejnojmenného národního parku.

## Názvy obce
Obec v průběhu historie nesla tyto názvy: 1451 Hulics, Hvlydch, 1492 Vlicz, 1877 Ulics, 1902 Utczás a nakonec od roku 1920 Ulič.

## Historie
První archivní písemnost o obci pochází z roku 1451. V roce 1492 byly podle listiny z archivu města Bardejov, Ihnat se synem Steczom, Romanem a Climate byli označeni jako příslušníci zbojnické družiny Fedora Hlavatého.
V 19. století byl v obci postaven zámeček. V roce 1867 řeckokatolický kostel. Lesní železnice v katastru obce byla postavena v roce 1908. Během první světové války v letech 1914 až 1915 se obec dvakrát ocitla v těsné blízkosti fronty. A to na podzim roku 1914 a v dubnu a začátkem května 1915. Z tohoto období pochází vojenský hřbitov v obci, kde je pohřbeno 71 vojáků. Nachází se zde také hrob ruského generála Nikolaje Nikolajeviče Mirbacha.
Během druhé světové války v letech 1939 až 1944 byla obec součástí horthyovské Maďarska. Obec bylo osvobozena 26. října 1944. Po válce v oblasti obce řádili banderovci, kteří 6. prosince 1945 připravili o život 4 členy židovské rodiny z obce.

### Vlastníci obce
Obec, půdu, lesy, zde vlastnili Szirmayovci, Vandernathovci, princezna Beaufort Spontin Fridešová, a poslední byla rodina Tiele-Wincler

## Památky
- Řeckokatolický kostel z roku 1867
- Kříž z roku 1902 umístěný pod řeckokatolický kostelem
- Vojenský hřbitov z první světové války
- Pamětní tabule Rudolfa Wienera, Miroslava Poliscuka
- Mergancov kámen – pomník hajného Rudolfova Merganca
- Arpádova linie – obranné opevnění budované během druhé světové války

## Turistické zajímavosti
- Miniskanzen – modely dřevěných kostelů
- Grófska cesta – alej z cizokrajných dubů
- Dveře do Poloniny – ODDECHOVĚ-naučná zóna
- Lyžařské středisko Ulič – Čertižné (délka vleku 350 m)